# Firepower
Firepower – osiemnasty album studyjny heavymetalowego zespołu Judas Priest, wydany 9 marca 2018 roku przez wytwórnię Columbia Records.

## Lista utworów
1. „Firepower” – 3:27
2. „Lightning Strike” – 3:29
3. „Evil Never Dies” – 4:23
4. „Never the Heroes” – 4:23
5. „Necromancer” – 3:33
6. „Children of the Sun” – 4:00
7. „Guardians” – 1:06
8. „Rising from Ruins” – 5:23
9. „Flame Thrower” – 4:34
10. „Spectre” – 4:24
11. „Traitors Gate” – 5:34
12. „No Surrender” – 2:54
13. „Lone Wolf” – 5:09
14. „Sea of Red” – 5:51

## Twórcy
| Judas Priest w składzie - Rob Halford – wokal - Glenn Tipton – gitara - Richie Faulkner – gitara - Ian Hill – gitara basowa - Scott Travis – perkusja | Personel - Tom „Colonel” Allom – producent - Andy Sneap – producent, inżynier dźwięku, miksowanie, mastering - Mike Exeter – inżynier dźwięku - Claudio Bergamin – projekt graficzny - Mark Wilkinson – projekt okładki |